# Atrachea cupreata
Atrachea cupreata är en fjärilsart som beskrevs av Matsumura 1926. Atrachea cupreata ingår i släktet Atrachea och familjen nattflyn. Inga underarter finns listade i Catalogue of Life.